# 리칭윈
리칭윈(중국어 정체자: 李清雲, 간체자: 李清云, 병음: Lǐ Qīngyún, 1677년 5월 3일 혹은 1736년 2월 26일 ~ 1933년 5월 6일) 또는 잘못 알려진 이름으로 리칭위안(중국어 정체자: 李慶遠, 간체자: 李庆远, 병음: Lǐ Qìngyuǎn)은 중국의 약초상이자 무술가로, 매우 오랫동안 장수한 인물로 유명하다. 본인의 언급에 의하면 청나라의 건륭원년인 1736년에 출생했으나, 논란이 있는 기록에 의하면 강희 16년인 1677년에 태어났다고 한다. 각 주장에 의한 그의 수명은 만으로 197세, 256세이다. 이는 공식적으로 122년 164일간 생존한 프랑스의 잔 칼망과 비공식적으로 146년 넘게 산 인도네시아의 음바 고토보다도 월등히 오래 산 것이다. 그의 확실한 탄생일자는 검증된 적이 없으며,다른 사람들보다 노화가 3~4배 정도 느려서 200세 이상 살았다고도 하지만, 노인학계는 그의 주장을 미신에 불과하다고 일축했다.

## 생애
청나라 당시의 쓰촨성 치장 현에서 태어나 자신의 삶의 대부분을 산에서 기공을 연마하며 지냈다고 하며, 10세 이후 약 1세기동안 간쑤성, 산시성, 티베트, 만주, 베트남, 타이 등을 여행하며 약초를 채집해 영지, 구기자, 인삼, 하수오, 병풀 등 여러 약초와 청주 등을 자주 섭취한 것으로 알려져 있다.
또한 1749년 카이 현으로 거주지를 옮긴 뒤 지방군에 편입되어 무예사범 및 전술 고문을 담당했다고 하며, 1927년 국민혁명군의 군벌 중 하나인 양썬(杨森)의 초청으로 완셴 현으로 다시 거주지를 이전해 현재 남아있는 사진을 촬영한 것으로 알려져 있다.
이후 1933년 중화민국 당시의 카이 현에서 사망하였다. 사망시까지 자신의 24번째 부인과 함께 60년 가까이 살았다고 하며, 총 200명이 넘는 아이를 가진 것으로 알려져 있다.

## 같이 보기
- 장수인
- 최장수인
- 슈퍼센티네리언